# Jon Callas

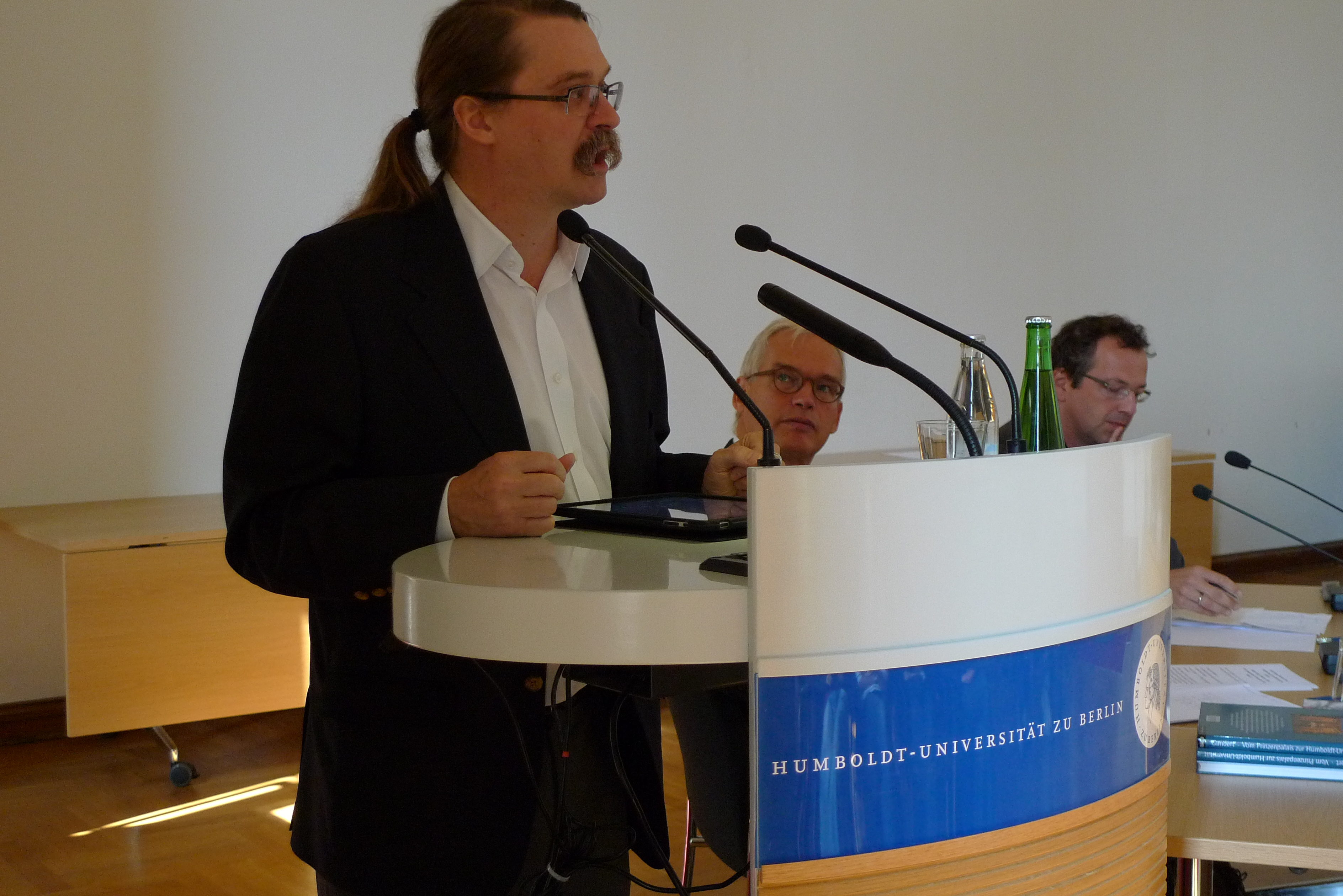
Jon Callas

Jon Callas ist einer der weltweit führenden Computersicherheitsexperten. Zurzeit arbeitet er als CTO der Sicherheitsfirma Silent Circle. Die gleiche Rolle hatte er vorher auch bei der von ihm mitbegründeten PGP Corporation und Entrust inne. Außerdem war er oberster Sicherheitsexperte für Apple OS X. In den 1990er Jahren gehörte er der Cypherpunk-Bewegung an.
Er lebt in San José im Silicon Valley.